# شهرستان چمبرز (تگزاس)
شهرستان چمبرز، تگزاس (به انگلیسی: Chambers County, Texas) یک سکونتگاه مسکونی در ایالات متحده آمریکا است که در تگزاس واقع شده‌است.

## خصوصیات
شهرستان چمبرز ۲٬۲۵۸٫۴۸ کیلومترمربع مساحت دارد.